# Петріт Селімі
Петріт Селімі (алб. Petrit Selimi; нар. 1 травня 1979, Приштина) — косовський політик і дипломат.
Виконувач обов'язків міністра закордонних справ Республіки Косово з 7 квітня по 5 червня 2016 року.

## Біографія
Він має ступінь бакалавра в галузі соціальної антропології Університету Осло, отримав ступінь магістра в галузі засобів масової інформації та комунікацій в Лондонській школі економіки.
Селімі працював консультантом зі зв'язків з громадськістю. З червня 2011 року він обіймав посаду заступника міністра закордонних справ.
Вільно володіє албанською, англійською, сербською та норвезькою мовами.
Одружений з Арліндою Селімі з 2010 року. У них є син Ррок Трім Селімі.